# Барніслав (Західнопоморське воєводство)
Барніслав (пол. Barnisław, нім. Barnimslow) — село в Польщі, у гміні Колбасково Полицького повіту Західнопоморського воєводства.
Населення — 305 осіб (2011).
У 1975-1998 роках село належало до Щецинського воєводства.

## Демографія
Демографічна структура станом на 31 березня 2011 року:
|          | Загалом | Допрацездатний вік | Працездатний вік | Постпрацездатний вік |
| -------- | ------- | ------------------ | ---------------- | -------------------- |
| Чоловіки | 152     | 35                 | 106              | 11                   |
| Жінки    | 153     | 25                 | 106              | 22                   |
| Разом    | 305     | 60                 | 212              | 33                   |